# Karl von der Mühll
Karl von der Mühll (Basileia, 13 de setembro de 1841 – Basileia, 9 de maio de 1912) foi um matemático e físico suíço.

## Formação e carreira

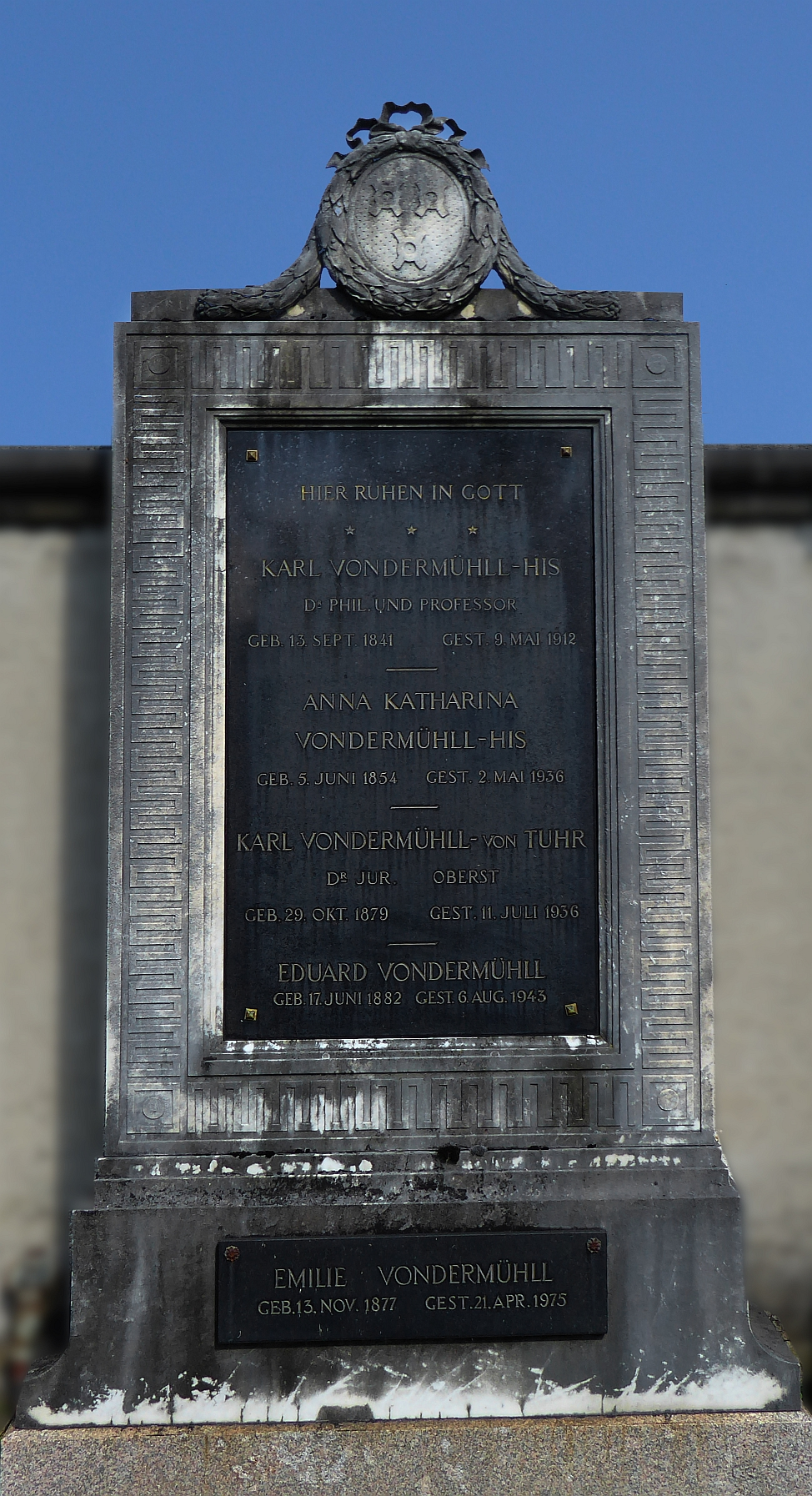
Sepultura no Wolfgottesacker, Basileia

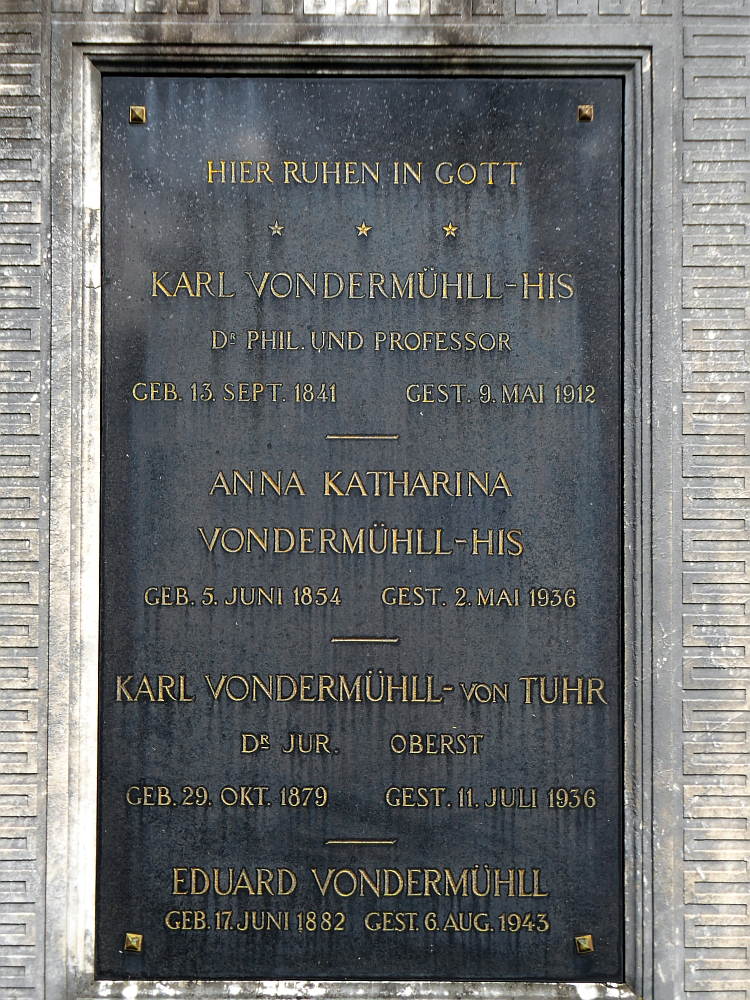
Detalhe das inscrições em sua sepultura no Wolfgottesacker, Basileia

Seu avô por parte materna foi o geólogo Peter Merian, irmão do professor de matemática em Basileia Johann Rudolf Merian. Após a matura em 1859 estudou ciências naturais e matemática na Universidade de Basileia, onde foi dentre outros aluno de Merian e Gustav Heinrich Wiedemann, e a partir de 1861 na Universidade de Göttingen, onde foi dentre outros aluno de Bernhard Riemann, Wilhelm Eduard Weber, Wilhelm Klinkerfues e Friedrich Wöhler. A partir de 1863 prosseguiu seus estudos na Universidade de Königsberg, onde sob influência de Franz Ernst Neumann dedicou-se à física matemática, obtendo um doutorado em 1866. Lá estudou também com o matemático Friedrich Julius Richelot. Em 1866/1867 estudou na Sorbonne. Obteve a habilitação em física matemática em 1868 na Universidade de Leipzig (Über ein Problem der Kartenprojektion) sendo em 1872 professor extraordinário. Em 1889 foi professor extraordinário e em 1890 professor ordinário de física matemática em Basileia. Em 1896 foi administrador financeiro (Curator fiscorum academicorum) da universidade. Nos anos acadêmicos de 1895/1896 e 1910/1911 foi reitor da universidade. Em 1887 foi eleito membro da Academia Leopoldina.
Foi presidente da Comissão Euler Suíça (e assim editor das obras de Leonhard Euler) e editou as lições de Franz Neumann sobre correntes elétricas. A partir de 1872 foi co-editor do Mathematische Annalen.
Casou em 1875 com Katharina His.